# Sonvico
Sonvico est une ancienne commune suisse du canton du Tessin, située dans le district de Lugano. Lors d'un vote populaire intervenu le 11 mars 2012, ses citoyens ont accepté une fusion avec la ville de Lugano, devenue effective le 14 avril 2013. Son ancien numéro OFS est le 5224.
Lugano se trouve à quelques kilomètres, tandis que l'Italie est toute proche. Situé sur les flancs du mont Sorivo (appelé aussi colline de Saint-Martin), le village principal est entouré d'un cadre de verdure que parcourent deux grands torrents : le Cassarate et le Franscinone. Sa principale curiosité naturelle est constituée par la chaîne des Denti della Vecchia ("Dents de la Vieille"), formation calcaire impressionnante qui rappelle les Dolomites.
Le quartier de Sonvico comprend aussi, au sud, le village de Dino, éventré dans les années 80 en vue de l'élargissement de la route cantonale.

Photo aérienne (1948)